# باشگاه فوتبال پی‌تی پراچواپ
باشگاه فوتبال پی‌تی پراچواپ (انگلیسی: PT Prachuap F.C.) یک باشگاه فوتبال حرفه‌ای تایلندی است که در استان پراچواپ خیری خان، تایلند واقع شده است. این باشگاه به طور رسمی در سال ۲۰۰۹ تاسیس شد و حدود ۲ سال طول کشید تا راه اندازی شود. آنها در حال حاضر در لیگ برتر فوتبال تایلند بازی می‌کنند.